# Fresh (Kool & the Gang)
Fresh è una canzone pop-dance incisa nel 1984 dal gruppo musicale statunitense Kool & the Gang e facente parte dell'album Emergency. Autori del brano sono Sandy Linzer e James "J.T." Taylor
Il singolo, pubblicato su etichetta De-Lite Records e prodotto da Jim Bonnefond e Ronald Bell, raggiunse il primo posto delle classifiche R&B negli Stati Uniti..
Il brano è presente in varie raccolte del gruppo.

## Storia
Il brano venne proposto ai Kool & the Gang da James "J.T." Taylor prima che quest'ultimo diventasse un membro del gruppo.

## Tracce

### 45 giri[2]
1. Fresh – 3:20
2. Home Is Where The Heart Is – 3:51

### 45 giri maxi (versione 1)[2]
1. Fresh – 4:20
2. Home Is Where The Heart Is – 3:51
3. Take My Heart – 4:01

### 45 giri maxi (versione 2)[2]
1. Fresh – 4:20
2. Rollin’ – 3:11
3. You Can Do It – 4:08

## Classifiche
| Classifica                    | Posizione massima | Nr. di settimane |
| ----------------------------- | ----------------- | ---------------- |
| Belgio                        | 8                 | 14               |
| Francia                       | 28                | 22               |
| Germania                      | 26                | 17               |
| Paesi Bassi                   | 27                | 8                |
| Stati Uniti (classifiche R&B) | 1                 |                  |
| Stati Uniti (classifiche pop) | 9                 |                  |

## Cover
Tra gli artisti che hanno eseguito una cover del brano, figurano:
- Beat System (singolo del 1996)
- Kool & the Gang feat. Lyberty X (singolo del 2004)
- Lester & Abdou
- The Lost Fingers